# Kevin Krawietz
Kevin Krawietz (født 24. januar 1992 i Coburg) er en tysk professionel tennisspiller.
Han vandt finalen i herredouble i French Open 2019 og French Open 2020 sammen med landsmand  Andreas Mies.